# 岩上瑛
岩上 瑛（いわがみ えい
、 1927年3月30日 - は、東京都出身 の俳優。本名は岩楯 守。日本大学卒業。

## 出演作品

### 映画
- ひめゆりの塔（1953年、東映） - 兵士
- 悲劇の将軍 山下奉文（1953年、東映） - 衛兵
- 学生五人男シリーズ・第二部 迷探偵出動（1954年、東映） - 警官
- 少年姿三四郎 第一部 山岳の決斗（1954年、東映） - 岡田
- 少年姿三四郎 第二部 大川端の決斗（1954年、東映） - 岡田
- 嵐の青春（1954年、新東宝） - 倉田巡査
- 暁の銃弾（1954年、日本映画） - 健二の子分
- 隼の魔王（1955年、東映） - 田宮巡査
- 姿三四郎 第一部（1955年、東映） - 津崎公平
- 姿三四郎 第二部（1955年、東映） - 津崎公平
- 終電車の死美人（1955年、東映） - 新聞記者
- 多羅尾伴内シリーズ（東映）
  - 多羅尾伴内シリーズ 戦慄の七仮面（1956年） - 和田巡査
  - 多羅尾伴内 七つの顔の男だぜ（1959年） - 細川巡査
- 拳銃対拳銃（1956年、東映） - 大賀記者
- 警視庁物語（東映）
  - 警視庁物語 逃亡五分前（1956年） - 指紋係員
  - 警視庁物語 追跡七十三時間（1956年） - パトカーの警官
  - 警視庁物語 上野発五時三五分（1957年） - 交番警官
  - 警視庁物語 夜の野獣（1957年） - 入院中の警官
  - 警視庁物語 魔の伝言板（1958年） - 警官
  - 警視庁物語 顔のない女（1959年） - 水上艇の係員
  - 警視庁物語 不在証明（1961年） - 鮫島
  - 警視庁物語 十五才の女（1961年）
- 龍巻三四郎（1956年、東映） - 学生
- にっぽんGメン 特別武装班出動（1956年、東映） - 寺本刑事
- 夕日と拳銃 日本篇 大陸篇（1956年、東映） - 兵士
- 怒れ! 力道山（1956年、東映） - 刑事
- 少年探偵団 第一部 妖怪博士（1956年、東映） - 通信係
- 少年探偵団 第二部 二十面相の悪魔（1956年、東映） - 通信係
- 拳銃を捨てろ（1956年、東映） - 刑事
- 大学の石松シリーズ（1956年、東映） - 山田
  - 大学の石松 ぐれん隊征伐
  - 大学の石松 太陽族に挑戦す
- 純情部隊（1957年、東映） - 週番上等兵
- 日清戦争風雲秘話 霧の街（1957年、東映） - 新聞記者
- 坊ちゃん大学（1957年、東映） - 柔道部員
- 爆音と大地（1957年、東映） - 妙義の男
- 純愛物語（1957年、東映） - 刑事
- どたんば（1957年、東映） - 石垣
- ジェット機出動 第101航空基地（1957年、東映） - 新聞記者
- 曲馬団の娘（1958年、東映） - 四郎
- 季節風の彼方に（1958年、東映） - 巡査
- 空中サーカス 嵐を呼ぶ猛獣（1958年、東映） - 吉田
- 埠頭の縄張り（1959年、東映） - 刑事
- 七つの弾丸（1959年、東映） - 西堀派出巡査
- 空港の魔女（1959年、東映） - 警視庁第三課贋幣係刑事
- 特ダネ三十時間 白昼の脅迫 女の牙（1960年、東映） - 刑事
- 悪魔の札束（1960年、東映） - 刑事
- 生き抜いた十六年 最後の日本兵（1960年、東映） - 伝令の下士官
- 姿なき暴力（1960年、東映） - 警官
- アマゾン無宿 世紀の大魔王（1961年、東映） - 精神病院の監視員
- 花と嵐とギャング（1961年、東映） - 刑事
- ひばり民謡の旅 べらんめえ芸者佐渡へ行く（1961年、東映） - 金丸
- 東京パトロール 粋な二人のお巡りさん（1961年、東映） - 犬南
- 愉快な仲間（1962年、東映） - 警察の係官
- 恋と太陽とギャング（1962年、東映） - 刑事
- 誇り高き挑戦（1962年、東映） - 記者
- 松本清張のスリラー 考える葉（1962年、東映） - 本橋刑事
- 懲役太郎 まむしの兄弟（1971年、東映） - 野村省三

### テレビドラマ
- 七色仮面 （1959年 - 1960年） - 刑事
- ナショナルキッド （1960年 - 1961年） - 土居刑事
- 天下の暴れん坊 猿飛佐助（1961年、NET）
- 特別機動捜査隊（NET）
  - 第1話「最後の犯人を追え」（1961年） - 警官
  - 第21話「弾痕」以降（1962年 - 1971年、1973年） - 荒牧刑事
  - 第750話 「家出の季節」（1976年） - 竜崎
- 名犬ロック（1962年、NET）
- オットいたゞき 第11話「トンビに油あげの巻」・第12話「知らぬが仏の巻」（1966年、NET）
- 秘密指令883 第4話「はるかなる故郷」（1967年 - 1968年、フジテレビ）-大滝組組員
- 昔三九郎 第5話「鼠小僧御用」（1968年、NTV）
- 五人の野武士 第11話「少年ゲンと野武士」（1968年、NTV）
- 東京コンバット 第26話「みごとな女」（1969年、CX）
- 弥次喜多隠密道中 第4話「風雲箱根山」（1971年、NTV） - 三斉
- 刑事くん （TBS）
  - 第1部(1972年)
    - 第21話「おれのオヤジは」
    - 第38話「警察犬物語」

  - 第2部 第42話「薔薇の花咲く明日」(1974年)
- さすらいの狼 第1話「死ねない竜の胸の傷」（1972年、NET）
- 仮面ライダー 第72話「吸血モスキラス対二人ライダー」（1972年、MBS） - 怪僧（モスキラス人間態）
- 大江戸捜査網（12ch） 
  - 第118話「辻占は殺しの暗号」（1973年） - 伊勢屋長右衛門
- プレイガール（12ch）
  - 第232話「あゝ! もっと私を悪魔にして」（1973年） - 杉山刑事
  - 第259話「女心を人質に」（1974年）
- 旗本退屈男 （NET）
  - 第11話「十字の謎」（1973年）
  - 第25話「神隠し花嫁参上」（1974年）
- アイフル大作戦 第43話「スリル満点!ガイ骨のスキー大会」（1974年、TBS）
- 高校教師（1974年、12ch） - 高尾教頭
- イナズマンF 第15話「大洪水作戦!!」（1974年、NET） - 山沢
- ザ★ゴリラ7 第23話「死刑台へ急ぐ野郎ども」（1975年、NET）